# Barachois Pond Provincial Park
Barachois Pond Provincial Park är en park i Kanada.   Den ligger i provinsen Newfoundland och Labrador, i den östra delen av landet, 1 400 km öster om huvudstaden Ottawa. Barachois Pond Provincial Park ligger 257 meter över havet.
Terrängen runt Barachois Pond Provincial Park är kuperad åt sydost, men åt nordväst är den platt. Trakten runt Barachois Pond Provincial Park är nära nog obefolkad, med mindre än två invånare per kvadratkilometer.. Närmaste större samhälle är St. George's, 17,4 km väster om Barachois Pond Provincial Park. 
I omgivningarna runt Barachois Pond Provincial Park växer i huvudsak blandskog.